# 梵天山古墳群
梵天山古墳群（ぼんてんやまこふんぐん）は、茨城県常陸太田市島町にある古墳群。大部分が茨城県の史跡に指定されている（後述）。本項では、この梵天山古墳群の主墳である梵天山古墳についても併せて解説する。

## 概要
常陸太田市常陸太田地区の島町は標高30メートル前後の台地である独立丘陵上にあるが、梵天山古墳群は常陸太田市の南西端、この丘陵全体に形成された古墳群である。13基の高塚墳と「島の百穴」か単に「百穴」と呼ばれる横穴群からなる。この横穴は約100基または60数基にのぼるが、現在開口しているものは約30基である。また梵天山古墳群は前述のように茨城県第2位の大きさを誇る前方後円墳の梵天山古墳を主墳としており、その他の高塚墳は円墳である。その円墳はいずれも直径30メートルに及ぶ大規模なものである。

### 文化財など
- H28国，県及び市町村指定史跡
  - 「梵天山古墳群[注 1]」[3] ⋯⋯ 遺跡IDは県(080)、種類は古墳群、種別は前方後円墳、所在地は島町岡町2324外、現況は山林，墓地、時代・時期は古墳、備考は県指定史跡。茨城県指定史跡としては、昭和28年（1953年）7月9日[7][8]指定、所有者（管理団体）は宝金剛院外[8]、管理者は常陸太田市[7]であり、古墳群から高塚墳のうち2基を除いた部分[5]が範囲であって、梵天山古墳もこれに包含されている。
- 茨城百景
  - 「梵天山古墳群と枕石寺」 ⋯⋯ 指定当時は久慈郡に所在[9]。包含風景は高山塚古墳群，百穴[9]。
- H28埋蔵文化財包蔵地 ⋯⋯ 以下に梵天山古墳群のある丘陵にあるもの（4つある）をあげる。地図表示 - いばらきデジタルまっぷ（2017年5月16日午前2時40分（JST）閲覧）によって記載する。
  - 島横穴墓群 ⋯⋯ 遺跡番号（遺跡ID）は103、所在地は島町御所内[注 2]2372-1、種類は横穴墓群、現況は山林、時代・時期は古墳。
  - 御所内遺跡 ⋯⋯ 遺跡IDは051、所在地は島町御所内[注 2]、種類は集落跡、現況は宅地，畑、時代・時期は弥生・古墳・奈平・中世。
  - 岡町遺跡 ⋯⋯ 遺跡IDは050、所在地は島町岡町[注 3]，馬場下[注 2]、種類は集落跡、現況は宅地，畑、時代・時期は縄文・弥生・古墳・奈平。
  - 塚越遺跡 ⋯⋯ 遺跡IDは049、所在地は島町塚越[注 4]、種類は集落跡、現況は宅地，畑、時代・時期は古墳・奈平。

## 所在地
梵天山古墳群の所在地は茨城県常陸太田市島町2317外もしくは島町岡町2324外である。

## 梵天山古墳
梵天山古墳（ぼんてんやまこふん）は、茨城県常陸太田市島町にある古墳。梵天山古墳群の主墳である。
石岡市北根本の舟塚山古墳（墳丘長186m）に次いで茨城県内第2位の大きさの前方後円墳である。
本節では、この梵天山古墳の範囲内に山頂がある梵天山についても併せて解説する。

### 概要
前方部を西方または南西に向けている。
葺石・埴輪・周溝はない。また発掘はされていない。
梵天山古墳群の一部として茨城県の史跡に指定され、また茨城百景に選ばれている。埋蔵文化財包蔵地は、「梵天山古墳」としての周知ではないが地図表示 - いばらきデジタルまっぷ（2017年5月16日午前2時40分（JST）閲覧）で「H25埋蔵文化財包蔵地」となっている岡町遺跡のエリアが梵天山古墳の墳端に接しているように見える。なおこの地図では梵天山古墳群は「H25国、県及び市町村指定史跡」となっている。以上詳細は#文化財などを参照。

#### 築造時期
次の4説がある。
- 「前方部が未発達なところから古墳時代初期」「と推定され」るとする説（茨城県教育委員会）[5]。
- 「後円部に対して前方部が著しく未発達であることから」「古墳時代前期と推定され」るとする説（常陸太田市観光物産協会）[2]。
- 前方部が未発達で後円部が前方部に比べて高いという墳形等から、5世紀中頃と見る説（『日本歴史地名大系第八巻 茨城県の地名』常陸太田市 梵天山古墳群の項（162ページ））。
- 5世紀前半とする説[10]。

#### 被葬者
その規模から久慈川流域を支配した首長の墳墓と見られるが、被葬者が「伝えられて」いるのか「考えられて」いるのかや人名表記には以下のように揺れがある。
- 初代久自国造の船瀬足尼（ふなせのすくね）の墓と伝えられているとする（現地説明版）。
- 「この地を治めていた久自国造舟瀬宿祢（くじのくにのみやつこふなせすくね）の墓と考えられてい」るとする（茨城県教育委員会）[5]。
- 「かつて久慈川流域を支配していた久自国造舟瀬足尼の墳墓と伝えられている」とする（常陸太田市観光物産協会）[2]。

### 規模
現地説明板によれば、次のとおりである。ただし常陸太田市観光物産協会は全長160mとする。
- 墳丘長：151m
- 後円部
  - 直径：81m
  - 高さ：13m
- 前方部
  - 幅：57m
  - 高さ：8m

### 梵天山
梵天山（ぼんてんさん）は茨城県常陸太田市島町にある山。標高は40m。
「概要」節に書いた丘陵の最高点である。梵天山古墳墳丘の後円部南南西側斜面に山頂がある。

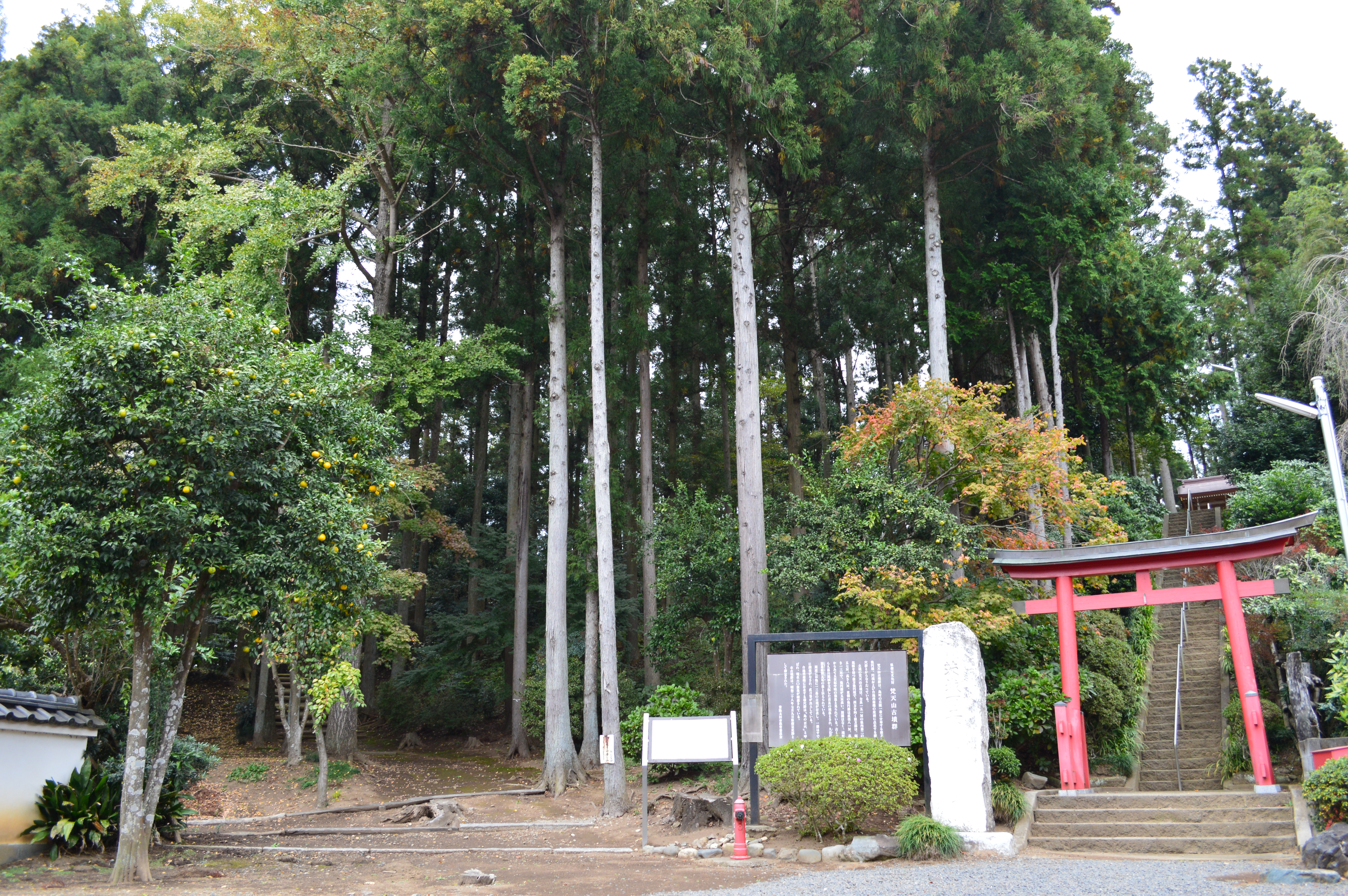
古墳入り口 右に後円部上の祠への階段、左に前方部。
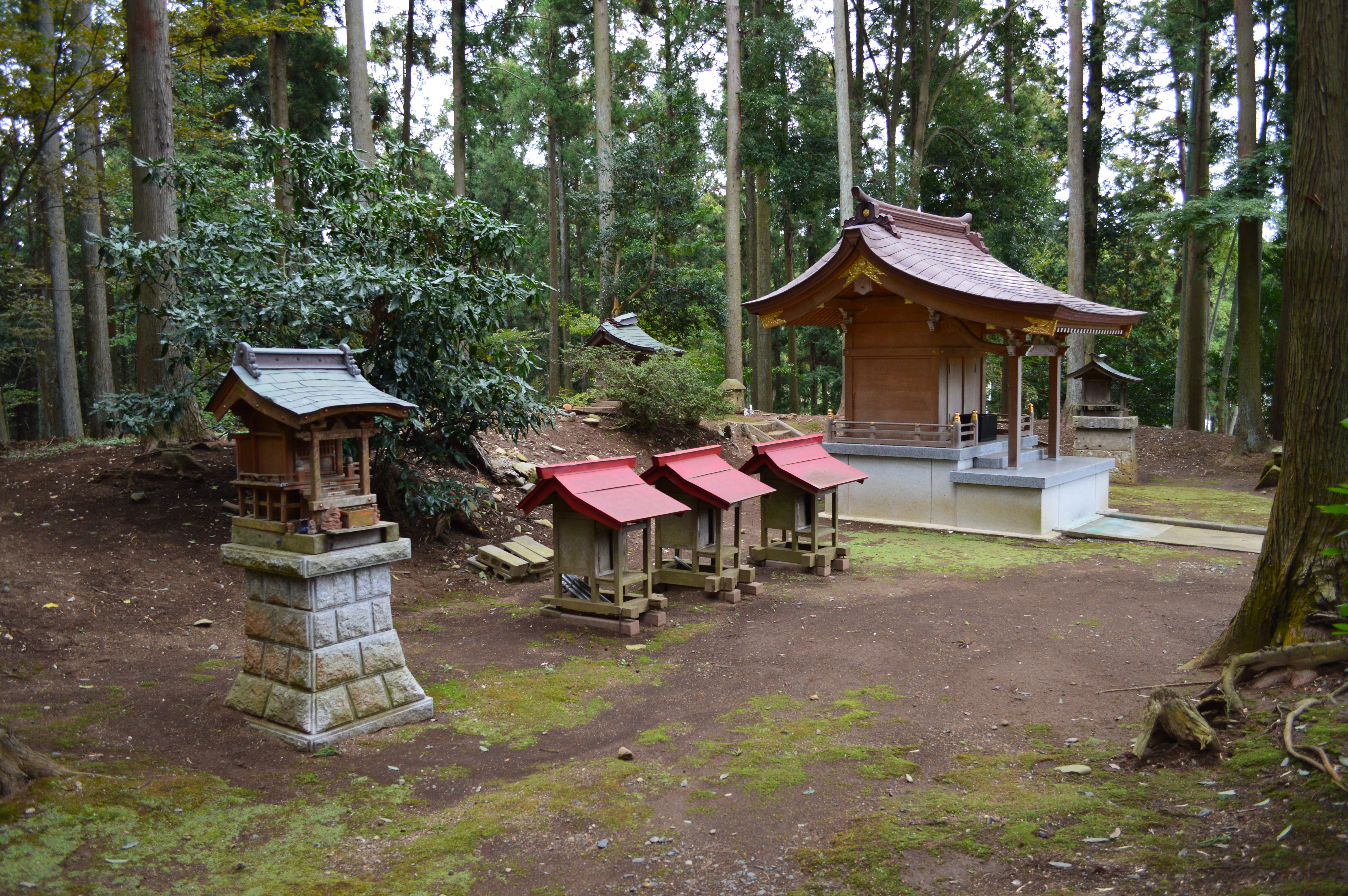
後円部墳頂の祠